# Portugál euróérmék
A portugál euróérmékre kiírt nemzeti pályázaton Vítor Manuel Fernandes dos Santos sorozata nyert. A győztes pályaműben szereplő érmék mindegyike Dom Afonso Henriquesnek, az első portugál király pecsétjétjeinek valamelyikét ábrázolja.
| Címlet                  | Kép                  | Leírás |
| ----------------------- | -------------------- | --- |
| 2 euró 1 euró           | 1 Euro, Portugal.jpg | Portugália várai és címerei az 1144-es portugál királyi pecsét körül elrendezve, melyeket Európa 12 csillagja vesz körbe. A pénzérme rajzolata a portugál és az európai történelem összefonódását, illetve a kulturális értékek kölcsönös átvételét jelképezi. A 2 eurós érme peremén a várak és címerek egyenlő távolságban elhelyezett képe látható. |
| 50 cent 20 cent 10 cent |                      | Portugália első királyának 1142-es pecsétje, körbevéve az országot jelképező öt várral és hét címerrel. A pénzérme rajzolata a portugál és az európai történelem összefonódását, illetve a kulturális értékek kölcsönös átvételét jelképezi. |
| 5 cent 2 cent 1 cent    |                      | A hét vár és öt címer veszi körbe Portugália 1134-ből származó első királyi pecsétjét. A várak között a Portugal szó olvasható. |